# Fan Wastani
Fan Wastani (tiếng Ả Rập: فان وسطاني) là một ngôi làng Syria nằm ở phó huyện Salamiyah thuộc huyện Salamiyah, Hama. Theo Cục Thống kê Trung ương Syria (CBS), Fan Wastani có dân số 847 trong cuộc điều tra dân số năm 2004.